# I väntan på ett mirakel

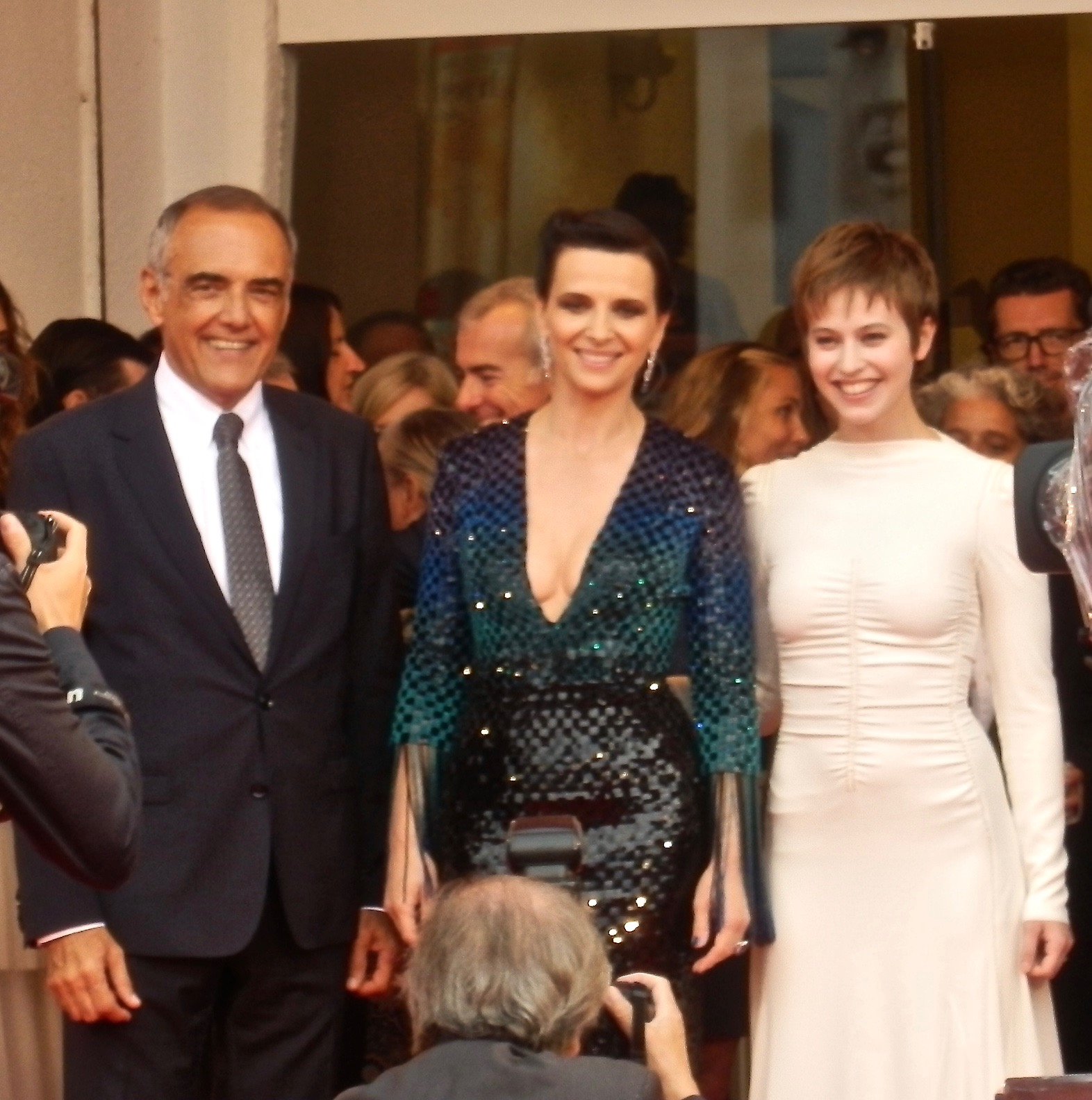
Festivalchef Alberto Barbera tillsammans med Juliette Binoche och Lou de Laâge vid filmfestivalen i Venedig

I väntan på ett mirakel (italienska: L'attesa) är en italiensk dramafilm från 2015 i regi av Piero Messina, med Juliette Binoche och Lou de Laâge i huvudrollerna. Den utspelar sig på Sicilien och handlar om en kvinna som lever med sin sons fästmö och avstår från att berätta för den yngre kvinnan att sonen inte kommer att återvända.
Filmen bygger löst på två verk av Luigi Pirandello, pjäsen La vita che ti diedi och novellen "La camera in attesa". Det var Messinas första långfilm som regissör; han hade tidigare arbetat som regiassistent åt Paolo Sorrentino. Filmen hade premiär vid filmfestivalen i Venedig 2015. Den svenska premiären ägde rum 12 augusti 2016.

## Medverkande
- Juliette Binoche som Anna
- Lou de Laâge som Jeanne
- Giorgio Colangeli som Pietro
- Domenico Diele som Giorgio
- Giovanni Anzaldo som Giuseppe
- Antonio Folletto som Paolo
- Corinna Locastro som Rosa